# 兖州站

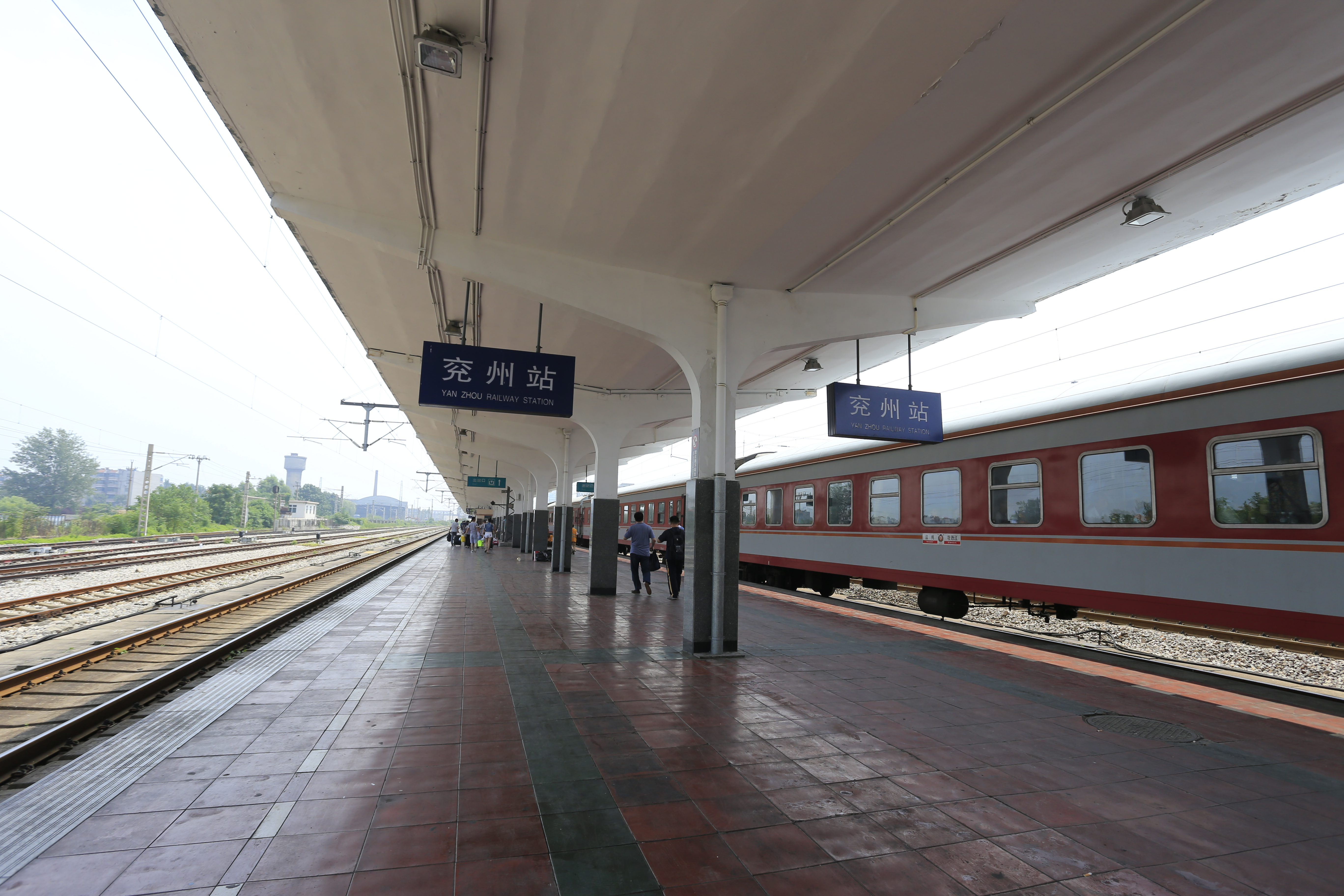
站台

兖州站，位于中华人民共和国山东省济宁市兖州区，是京沪铁路、新兖铁路、兖石铁路上的火车站，建于1911年，由中国铁路济南局集团兖州车务段管辖。

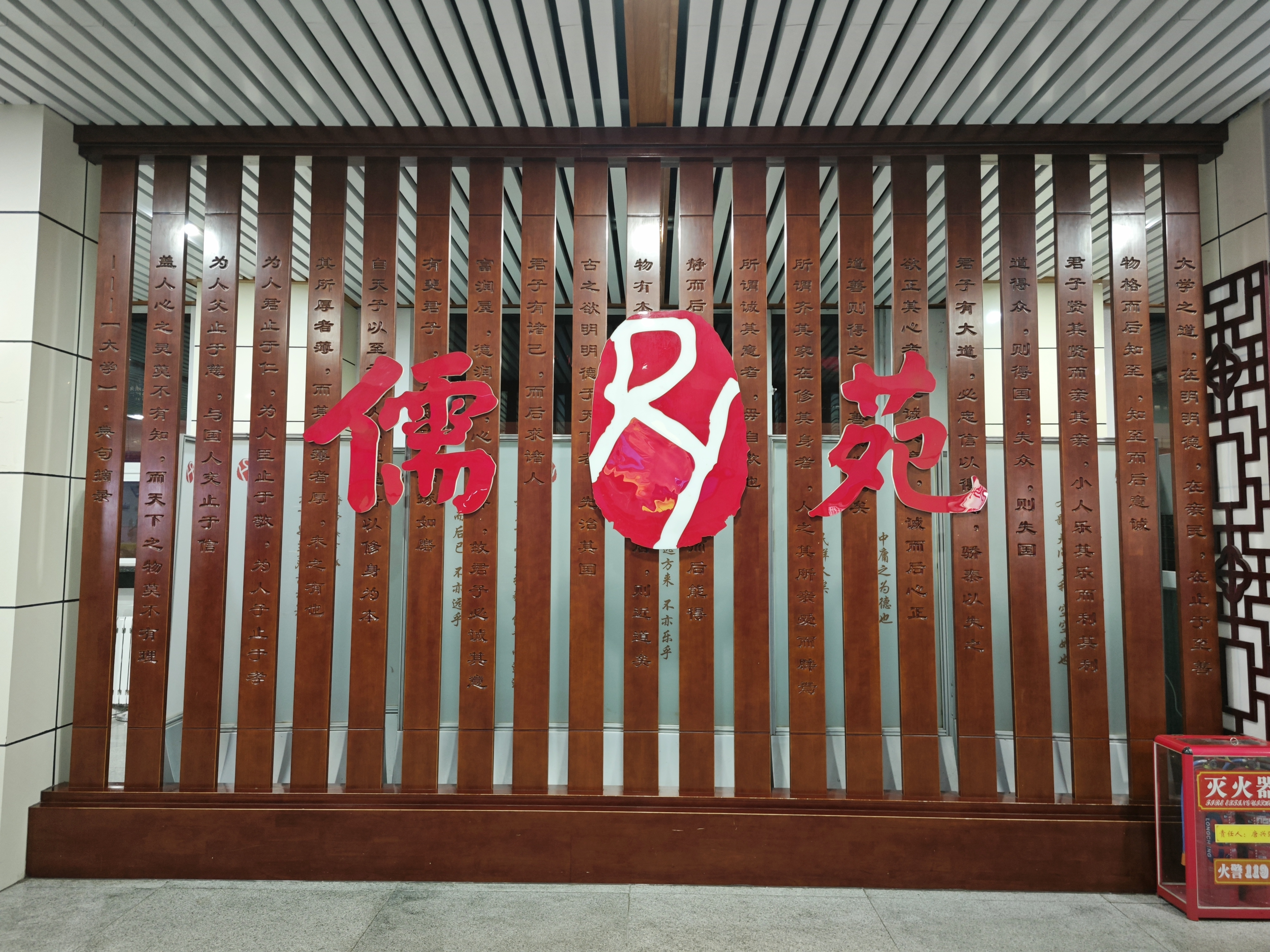
兖州站打造的“儒苑”品牌形象

## 車站周邊
- 新世纪影城九州商厦店
- 兖州汽车站
- 中国邮政储蓄银行兖州车站支行
- 7天酒店济宁兖州店
- 济宁市兖州区劳动人事争议仲裁院
- 济宁人民乐园
- 中国电信建设东路营业厅
- 济宁市兖州区规划局
- 兖州历史文化研究会
- 兖州博物馆
- 中国联通北关营业厅
- 兖州区第十五中学
- 中国农业银行兖州城关办事处
- 东方中学
- 兖州区交通局
- 速8酒店济宁兖州店
- 中国银行兖州支行
- 中国工商银行兖州建设路支行
- 百意购物中心
- 肯德基兖州店

## 歷史
- 建于1911年。